# Ikaztegieta
Ikaztegieta (spanisch Icazteguieta) ist ein Ort und eine Gemeinde (Municipio) in der Provinz Gipuzkoa im spanischen Baskenland. Sie hat 502 Einwohner (Stand: 2024).

## Geografie
Ikaztegieta liegt etwa 23 Kilometer südsüdwestlich von der Provinzhauptstadt Donostia-San Sebastián in einer Höhe von ca. 110 m am Oria. Durch die Gemeinde führt die Autovía A-1.

## Bevölkerungsentwicklung
| 1970 | 1981 | 1991 | 2001 | 2011 | 2021 |
| ---- | ---- | ---- | ---- | ---- | ---- |
| 795  | 699  | 370  | 368  | 470  | 485  |

## Sehenswürdigkeiten
- Laurentiuskirche (Iglesia de San Lorenzo)
- Marienkapelle

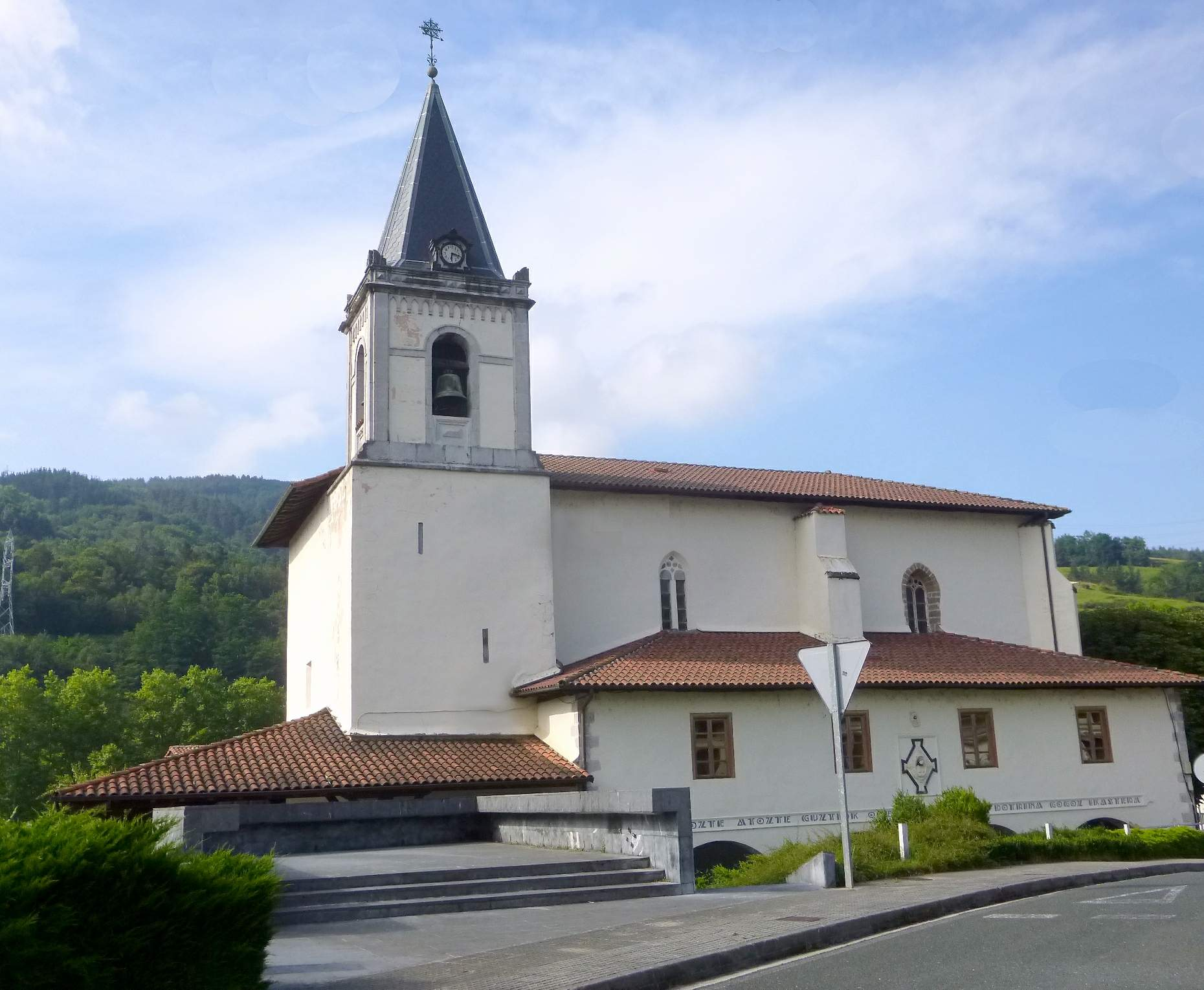
Laurentiuskirche
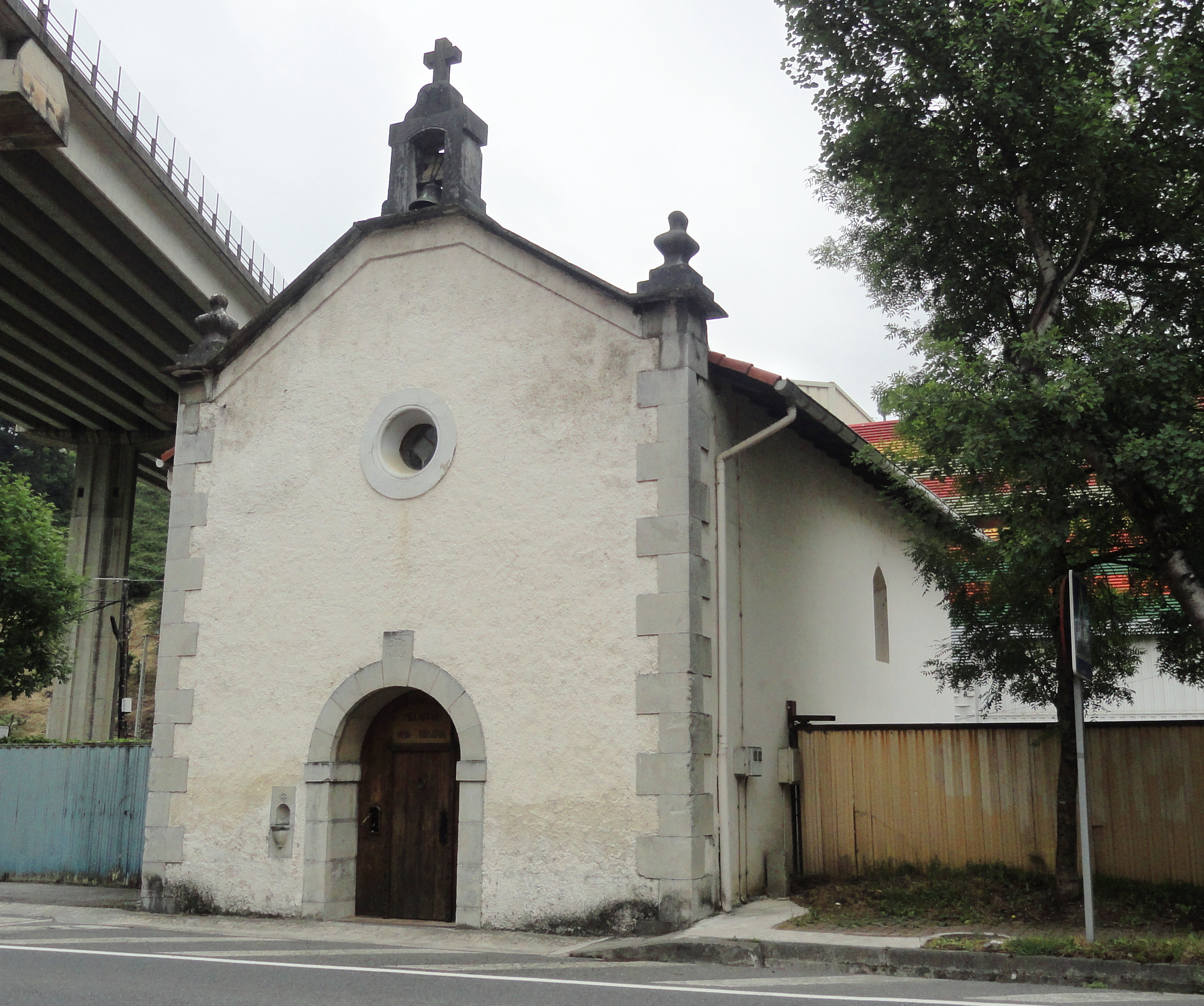
Marienkapelle
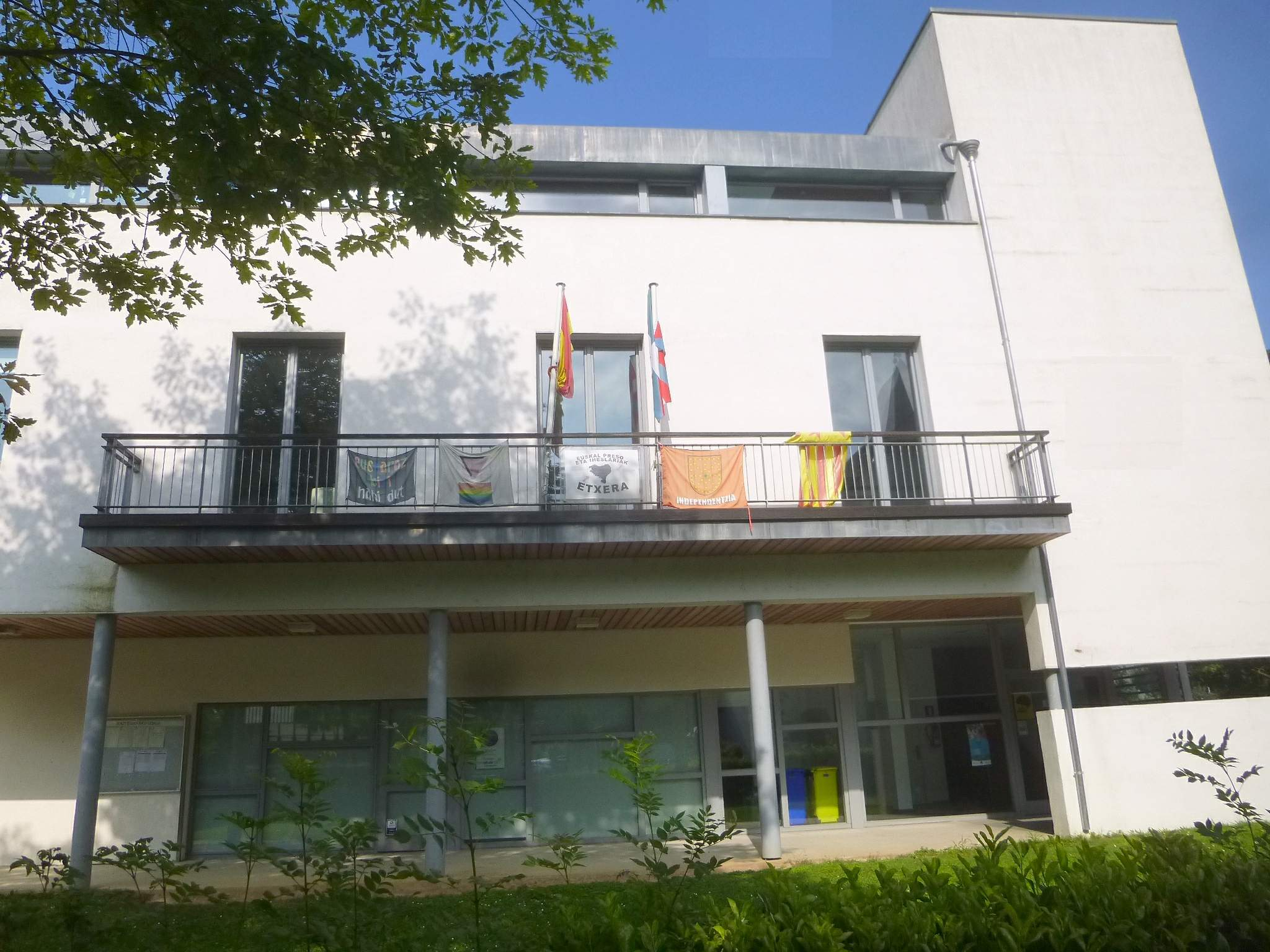
Rathaus

## Persönlichkeiten
- José Ramón Eizmendi (* 1960), Fußballspieler und -trainer
- Leire Olaberria (* 1977)
- Martín de Celayeta y Lizarza (Lebensdaten im 17./18. Jahrhundert), Bischof von León (1720–1728)